# Вітезслав Лавічка
Вітезслав Лавічка (чеськ. Vítězslav Lavička, нар. 30 квітня 1963, Пльзень) — чехословацький і чеський футболіст, що грав на позиції півзахисника. По завершенні ігрової кар'єри — тренер. Виступав, зокрема, за клуб «Спарта» (Прага), у складі якого став чотириразовим чемпіоном Чехословаччини і триразовим володарем Кубка Чехословаччини. Як тренер — дворазовий чемпіон Чехії, чемпіон Австралії, володар Кубка Чехії.

## Ігрова кар'єра
Вітезслав Лавічка народився 1963 року в місті Пльзень, та є вихованець футбольної школи клубу «Вікторія» (Пльзень). У 1980 році Лавічка розпочав виступи в основній команді того ж клубу, в якій грав до 1982 року, взявши участь у 25 матчах чемпіонату.
У 1983 році футболіст перейшов до складу команди «Спарта» (Прага). У складі команди в перший же рік виступів Лавічка став чемпіоном Чехословаччини. На початку 1985 року футболіст перейшов до команди «Уніон», а в 1986 році повернувся до «Спарти», в якій грав до 1989 року, та ще 2 рази став у складі команди чемпіоном Чехословаччини.
У 1990 році футболіст перейшов до клубу «Градець-Кралове», після чого за півроку повернувся до «Спарти», в якій цього разу грав до 1992 року, та ще раз у складі команди став чемпіоном Чехословаччини.
Протягом 1992—1994 років Лавічка грав у складі клубу «Богеміанс 1905». Завершив ігрову кар'єру футболіст у команді «Хрудім», за яку виступав протягом 1994—1996 років.

## Кар'єра тренера
Вітезслав Лавічка розпочав тренерську кар'єру невдовзі по завершенні кар'єри гравця, в 1998 році увійшовши до тренерського штабу клубу «Спарта» (Прага), на цій посаді працював до 2002 року, коли став головним тренером «Спарти». Проте вже в цьому ж році Лавічка очолив клуб «Вікторія» (Жижков), в якому працював до 2004 року.
У 2004 році Вітезслав Лавічка очолив клуб «Слован», у якому працював до 2007 року, та на чолі якого в сезоні 2005—2006 виграв чемпіонат Чехії. Згодом протягом 2007—2008 років тренер очолював молодіжну збірну Чехії.
У 2008 році Лавічка знову очолив празьку «Спарту», проте пропрацював у клубі нетривалий час, і вже в цьому році став головним тренером австралійського клубу «Сідней». У сезоні 2009—2010 років чеський тренер виграв з клубом чемпіонат Австралії. У 2012 році Лавічка повернувся на батьківщину до свого колишнього клубу «Спарта», з яким у сезоні 2013—2014 років виграв чемпіонат Чехії та Кубок Чехії.
У 2015 році Вітезслав Лавічка вдруге за кар'єру став головним тренером молодіжної збірної Чехії, з якою пропрацював до 2018 року.
З початку 2019 і до 2022 року Лавічка очолював польський клуб «Шльонськ». У 2022 році чеський тренер очолив збірну Кувейту, проте після невдалих виступів у кваліфікації на Кубок Азії вже в кінці року залишив кувейтську збірну.

## Титули і досягнення

### Як гравця
- Чемпіон Чехословаччини (4):

«Спарта» (Прага): 1983—1984, 1986—1987, 1987—1988, 1990—1991
- Володар Кубка Чехословаччини (3):

«Спарта» (Прага): 1983—1984, 1987—1988, 1991—1992

### Як тренера
- Чемпіон Чехії (2):

«Слован»: 2005–2006
«Спарта» (Прага): 2013–2014
- Чемпіон Австралії (1):

«Сідней»: 2009—2010
- Володар Кубка Чехії (1):

«Спарта» (Прага): 2013–2014